# Microsoft PowerPoint
Microsoft PowerPoint je predstavitveni program, ki ga je razvil Microsoft. Je del Microsft Offica. Poganjati ga je možno le na operacijskih sistemih Microsoft Windows in Mac OS. Omogoča multimedijske predstavitve na diapozitivih. Predstavitve, ki so narejene iz diapozitivov lahko vsebujejo na primer fotografije, besedilo, animacije, zvoke, povezave na druge diapozitive ali na spletne strani. Datoteke se shranijo s končnico .ppt oziroma s .pptx (pri verzijah 2007 in 2010).
Uporabniški vmesnik programa Powerpoint je podoben vmesnikom ostalih programov programskega paketa Office (Word, Excel, ... ). V orodni vrstici na zgornjem delu zaslona se tako nahajajo ukazi za delo z datotekami (odpiranje in shranjevanje predstavitev), kopiranje in lepljenje, ustvarjanje novih prosojnic in oblikovanje besedila (velikost in tip pisave, oblika besedila itd.).
Licence lahko kupijo le izobraževalne organizacije in organizacije, ki so vključene v Microsoft School Agreement 3.4 v okviru Ministrstva za šolstvo in šport. Verzija PowerPointa 2000 je naprodaj tudi posebej, vse ostale pa se kupijo v paketu. Zaradi razširjenosti Microsft Offica je PowerPoint najbolj uveljavljen program za predstavitve na svetu.

## Zgodovina
Izvirni Microsoft Office PowerPoint, ki sta ga razvila Bob Gaskins in programski razvijalec Dennis Austinse, se je najprej imenoval Presenter for Forethought (napovedovalec za predvidevanje), potem pa PowerPoint 1.0, ki je tekel v črno-beli barvi. Leta 2003 so ga imenovali Microsoft Office PowerPoint in ne samo Microsoft PowerPoint.
Najaktualnejša različica Microsoft PowerPointa je Microsoft PowerPoint 2013.

### Različice
- 1987 PowerPoint 1.0 for Mac OS classic
- 1990 PowerPoint 2.0 for Windows 3.0
- 1992 PowerPoint 3.0 for Windows 3.1
- 1993 PowerPoint 4.0 (Office 4.x)
- 1995 PowerPoint za Windows 95 (verzija 7.0) — (Office 95)
- 1997 PowerPoint 97 — (Office 97)
- 1999 PowerPoint 2000 (verzija 9.0) — (Office 2000)
- 2001 PowerPoint 2002 (verzija 10) — (Office XP)
- 2003 PowerPoint 2003 (verzija 11) — (Office 2003)
- 2006-2007 PowerPoint 2007 (verzija 12) — (Office 2007)
- 2010 PowerPoint 2010 (verzija 14) - (Office 2010)
- 2013 PowerPoint 2013 (verzija 15) - (Office 2013)